# 2432 Soomana
2432 Soomana је астероид главног астероидног појаса са средњом удаљеношћу од Сунца која износи 2,351 астрономских јединица (АЈ).
Апсолутна магнитуда астероида је 12,8.